# Machniowo
Machniowo – osiedle typu miejskiego w Rosji, w obwodzie swierdłowskim. W 2010 roku liczyło 3399 mieszkańców.